# Skiby (Ukraina)
Skiby (ukr. Ски́би) – obszerna wieś w rejonie kowelskim obwodu wołyńskiego, położona na wschód od Lubomla. W 2001 roku wieś liczyła 524 mieszkańców. W 1933 roku wieś liczyła 128 gospodarstw. Do II wojny światowej w pobliżu miejscowości znajdował się niewielki przysiółek Smolina.
Wieś starostwa lubomelskiego w 1570 roku.
Znajduje tu się przystanek kolejowy Skiby, położony na linii Kowel – Jagodzin.
Do 2020 w rejonie lubomelskim.